# R∆
R∆ è il secondo album del cantante Simon Curtis, pubblicato dalla BoyRobot Records il 7 giugno 2011.
Ha raggiunto la posizione 20 della Dance/Electronic Albums Chart di Billboard.
Curtis descrive il disco come "un diario dove la mia mente si è rifugiata negli ultimi anni, affrontando tradimenti, mal di testa, sesso e l'esplorazione di quello che fa una persona per realizzare il proprio destino" e che "mentre 8Bit Heart era un inno all'amore, R∆ non vuole averci niente a che fare".

## Tracce
Testi e musiche di Simon Curtis.
1. Laser Guns Up – 4:07
2. Don't Dance – 3:09
3. Superhero – 3:21
4. Pit of Vipers – 3:27
5. D.T.M. – 3:17
6. Chip in Your Head – 2:39
7. Flesh – 4:20
8. How to Start a War – 3:48
9. Get in Line – 3:44
10. I Hate U – 3:21
11. Joshua – 3:24
12. Soul 4 Sale – 3:38
13. Enemy – 3:05
14. The Dark2: Return to the Dark – 2:39